# كونار ذو رائحة
كونار ذو رائحة (الاسم العلمي: Connarus odoratus) هو نوع من النباتات يتبع جنس الكونار من الفصيلة الكونارية.